# Vanessa Moungar
Vanessa Moungar, née en 1984, est une personnalité franco-tchadienne. Elle a été Directrice du département genre, femmes et société civile à la Banque africaine de développement. Elle est également membre du Conseil présidentiel pour l'Afrique, depuis août 2017. Depuis 2021, elle est responsable de la diversité et de l'inclusion de LVMH

## Biographie
Vanessa Moungar, née en 1984, est la fille aînée de l'ancien Premier ministre tchadien Fidèle Abdelkerim Moungar. Elle est titulaire d'une licence en administration des affaires et commerce international, obtenue au Paris Business College (Groupe INSEEC). En 2013, elle obtient également un master en management de l'université Harvard aux États-Unis en terminant major de sa promotion.
Elle commence sa carrière professionnelle en 2004 en cofondant AV Consulting France, pour appuyer les petites et moyennes entreprises en Afrique et au Moyen-Orient. De 2006 à 2013, elle exerce diverses fonctions au sein de la start-up agro-industrielle Terrafina aux États-Unis, notamment celle de directrice des ventes et de la commercialisation,. En décembre 2013, elle est  nommée cadre supérieur au Forum économique mondial (en anglais : World Economic Forum, WEF), où elle pilote des initiatives de collaboration publique-privée et facilite des partenariats entre les responsables gouvernementaux africains et les dirigeants du secteur privé et de la société civile,. En  juillet 2017, elle est nommée directrice du département genre, femmes et société civile, à la Banque africaine de développement,,,.
Un mois plus tard, elle accepte de participer au Conseil présidentiel pour l'Afrique. Cette organisation, créée par le président français Emmanuel Macron, a pour objectif d'apporter au président de la République un éclairage sur les enjeux de la relation entre la France et les pays du continent africain,.